# Левиафан
Левиафа́н (ивр. לִוְיָתָן‎, транслитерация: ливъята́н — «скрученный, свитый»; совр. значение — «кит») — библейский огнедышащий и многоголовый морской змей, созданный Богом среди прочих морских чудовищ. Левиафан обладал невероятной силой и размерами, и в конце времён должен быть уничтожен Богом. Левиафан присутствует в угаритском эпосе — «Цикле Баала» под именем семиголового морского змея Лота́на, выступающего как враг бога бури Баала и богини войны Анат, которая и побеждает Лотана. Вероятно, миф имел происхождение от более древних сказаний о борьбе бога Хадада и змея Темтума, а также от мифа о сражении месопотамского бога войны Нинурты с семиголовым драконом, датируемого третьим тысячелетием до нашей эры.
Различные религии по-разному рассматривают Левиафана. Иудейская толковательная литература говорит, что праведники будут пировать мясом побеждённого Левиафана после прихода Машиаха и использовать его кожу. Более поздняя интерпретация книги Зоар говорит об пире, как о метафоре «просветления». Христианскими богословами Левиафан был отожествлён с демоном зависти. Более поздние христианские интерпретации отождествляют Левиафана с крокодилом. Возможно, образ Левиафана нашёл отражение в новозаветном Звере, вышедшем из моря. Гностики офиты рассматривали Левиафана, как существо, которое опоясывает вселенную и возвращает души грешников обратно на землю. Левиафан также присутствует в мандеизме и манихействе в качестве демона.
Бог Баал был отождествлён с богом Мелькартом, а тот в свою очередь отожествлён с Гераклом, что нашло своё отражение в мифе о сражении Геракла с Лернейской гидрой. В сравнительной мифологии находят параллели между сражением Бога с Левиафаном в сражениях индоевропейских божеств бурь со змеями в индоевропейских религиях, а также в космогонической битве Мардука с Тиамат в «Энума Элиш».
Образ Левиафана нашёл массовое отражение в культуре: в честь него был назван древний кашалот — Мелвиллов левиафан; его именем названа книга английского философа Томаса Гоббса «Левиафан». Морское чудовище также упоминается в поэме Джона Мильтона «Потерянный рай».

## Имя
Русское слово «Левиафан» произошло от греческого Λεβιάϑαν, а оно в свою очередь от еврейского לִוְיָתָן — «скрученный, свитый». Сам же еврейский термин некоторые филологи, включая Лескина, считали иностранным заимствованием.

## Происхождение
В угаритском мифологическом «Цикле Баала» Левиафан именуется, как Лота́н (угар. 𐎍𐎚𐎐‎, вокализированные версии: Лата́ну, Лита́н, Лита́ну, Лота́ну — «свернутый спиралью»), и представляет собой семиглавое морское чудовище в виде змея. Прилагательное «Лотан» используется в угаритской литературе как имя собственное. Недошедший миф о битве Баала с Лотаном, косвенно упоминается в Цикле Баала, а именно в Поэме о борьбе Силача Баала с Мотом, датируемая правлением угаритского царя Никмадду II в XIV веке до н. э, где бог смерти Мот упоминает поражение Баала его копьём во время борьбы со змеем. Следы этого мифа могут содержаться в плохо сохранившейся угаритской табличке KTU 1.82, Поэме о Силаче Баале и Змее Туннуну, где говорится о том, как боги вытащили Баала из змеиной норы. В Поэме о постройке дворца для Баала, Анат упоминает в своей речи, что победила морского бога Яма и нескольких чудовищ, в том числе и Лотана. Цикл Баала упоминает несколько морских чудовищ через эпитеты, и не ясно, относятся ли все они к Лотану или к другим существам, например, к морскому змею Туннану. Большинство ученых сходятся во мнении, что Лотан — это «бегущий змей» (bṯn brḥ), но он так же возможно носит эпитеты «властитель с семью головами» (šlyṭ d. šbʿt rašm) и, возможно, из-за того, что текст табличек содержит лакуны, «извивающийся змей» (bṯn ʿqltn). Айча Рахмуни отмечает, что иногда утверждается, что Лотан и другие чудовища, побеждённые Анат, были отождествлены с Ямом. Однако, Брендон С. Бенц, указывает, что ни в одном другом угаритском тексте он не отождествляется ни с этим существом, ни с другими морскими чудовищами, такими как Лотан. Сам Ям, вероятно, был антропоморфен. Хотя по мнению Шифмана угаритские мифологические змеи Лотан и Туннану фигурируют, как враги Баала, и также связаны с морем, что связывает их с Ямом.
Морские змеи занимают видное место в мифологии древнего Ближнего Востока, и образ Лотана, по-видимому, был предвосхищен более ранним змеем Темтумом, чья смерть от рук Хадада изображена на сирийских печатях XVIII—XVI веков до нашей эры. Самым ранним, возможном, свидетельством об этом мифе является цилиндрическая печать из Месопотамии третьего тысячелетия до н. э., на которой изображен герой, вероятно, Нинурта, побеждающий семиглавое чудовище. В финикийской религии аналог Баала — Мелькарт так же сражался с семиголовым змеем Дотаном, и отрубил ему семь голов. Мелькарт был позже отождествлён с греческим Гераклом, что нашло отражение в мифе о сражении Геракла с Лернейской Гидрой. Другой аналог Баала — Бел имел врага Змея, и когда тот ехал на своей колеснице, Змей напал на него. Завязалась битва, в конце которой Бел поразил Змея стрелой и тот погиб. Аналогичный финикийский миф о сражении Крона, под которым, вероятно, имелся ввиду Эль, и Офиса, чьё имя переводится, как «змей», присутствует в отрывке сочинении Ферекида. Миф рассказывает о двух войсках, одним из которых предводительствовал бог Крон, а другим — Офис. Войска сражались между собой, но никто не смог одержать победу. И тогда два предводителя заключили договор: если войско, воины которого упадут в океан и будут им поглощены, будет считаться побеждённым, а их противники будут владеть небом и всем миром. Впоследствии, воины Офиса были поглощены водами океана. И Крон стал властелином неба, а его сподвижники — богами, которые вместе с ним управляют вселенной. В финикийском представлении о космологии, мир опоясывают два океана, который изображался в храмах в виде змея, кусающего себя за хвост. Об изображении финикийцами мира в виде змеи свернутой в круг, говорит Макробий.
В арамейских надписях на магических чашах, датируемых около 500 годом, содержатся магические формулы для изгнания злых духов из жилищ, которые упоминают о победе Бога над Левиафаном.

## Библия и Книга Еноха

### Библия
Левиафан упоминается в книгах Ветхого Завета. в частности в Книге Иова:
Та ночь — да будет бесплодна, крика радости не узнает; пусть проклянут её заклинатели дней, что могут разбудить Левиафана.Иов. 3:7, 8
Кто поймает его за голову? Кто ухватит за нос? А Левиафана — на крючок поймаешь? Прижмёшь ему язык верёвкой? Проткнёшь ли ему нос тростинкой, вонзишь ли крючок в челюсть? Станет ли он долго тебя умолять, жалостливо обращаться к тебе? Заключит ли он с тобой договор, станет ли навек твоим рабом? Будешь ли забавляться с ним, как с птичкой, привяжешь ли — девочкам на потеху? Придут ли скупщики торговаться, чтоб продать его по кускам ханаанеям? Изрешетишь ли гарпунами его шкуру, рыбацкими острогами — его голову? Положи на него ладонь — и думать забудешь о битве!

Тщетны такие надежды! Один его вид повергает в трепет. Так кто же дерзнет его раздразнить, кто станет пред ним лицом к лицу? «Кто выйдет мне навстречу — поплатится. Все, что есть под небесами, — Моё!» Не умолчу о частях его тела, об их мощи и ладном строении. Кто поднимет край его одежды, пронзит двойную его броню? Кто распахнет врата его пасти? Ужасом веет от его зубов! На его спине — ряды щитов, скрепленных плотно, как печатью; сомкнуты они друг с другом — и воздух не пройдет между ними; один к другому прижат, сцеплены они неразрывно. Чихнет он — молния сверкает, глаза его — словно очи Зари; из пасти вырывается пламя, рассыпаются огненные искры; из его ноздрей поднимается дым, как от котла, кипящего над очагом; его дыхание воспламеняет угли, пламя из пасти пышет! В его шее таится сила, пляшет пред ним ужас. Мясистые его части сочленены так крепко, что их не поколебать; твердо его сердце, словно камень, словно мельничный жернов. Страшатся его появления даже боги, отступают перед натиском его. Не поможет против него ни меч, ни копье, ни дротик, ни стрела; железо он считает соломой, бронзу — деревом гнилым. Не обратят его в бегство стрелы лучника, камни из пращи для него — что мякина; дубину он примет за соломинку, свист дротика ему смешон. Его брюхо — что острые черепки, боронит он ими грязь. Заставляет он пучину бурлить, как котёл, превращает море в горшок с кипящим зельем; светящийся след он оставляет за собой, и кажется, что бездна седой стала. Нет на земле подобного ему — создания, которому страх неведом; на все свысока он взирает, всем сынам гордости он царь.Иов. 40:20 — 41:26
В книге Псалмов:
Ты размозжил головы Левиафана, отдал его в пищу диким зверям.Пс. 73:14
Вот необъятное широкое море, и без числа в нем тварей морских. Там животные большие и маленькие. Там плавают корабли. Левиафан, Твоё творение, резвится там.Пс. 103:25 — 103:26
Вероятно, библейский Левиафан имел такое же количество голов, как и Лотан — семь.
В Книге пророка Исайи:
В тот день Господь мечом Своим грозным, великим и крепким, покарает Левиафана, ускользающего змея, Левиафана , извивающегося змея, — убьет Он морское чудовище!!Ис. 27:1

### Книга Еноха
Книга Еноха описывает морского змея самку по имени Левияфа, живущую над источниками Бездны (Ен. 60:9).

## Восприятие в религиях

### Иудаизм
В иудаизме существуют различные толкования Левиафана, в частности комментарий Раши на Бытие 1:21: «И сотворил Бог рыб больших (таниним) и всякую душу животных пресмыкающихся, которых произвела вода, по роду их». По мнению Раши, термин таниним относится к Левиафану и его самке, потому что Бог создал самца и самку, а самку умертвил и засолил для праведников в будущем, и если бы они размножались, то мир не мог бы существовать из-за них.
В Талмуде Баба Батра 75 сказано, что Левиафан будет убит ангелом Габриэлем, и его плоть будет подана на пир праведникам после прихода Машиаха, а его кожа будет использована для покрытия шатра, где будет проходить пир. Те, кто не заслуживает употребления его плоти под шатром, могут получить различные одеяния Левиафана: от покрывал для наиболее достойных и до амулетов для наименее достойных. Оставшаяся кожа Левиафана будет расстелена на стенах Иерусалима, озаряя своим сиянием весь мир. Праздник Суккот (праздник шалашей) завершится молитвой, произносимой при выходе из сукки (шалаша): «Да будет воля Твоя, Господь, Бог наш и Бог праотцев наших, чтобы так же, как я исполнил и прожил в этой сукке, так же я заслужил в наступающем году прожить в сукке из кожи Левиафана. В следующем году в Иерусалиме».
Огромные размеры Левиафана описывает Йоханан бар-Наппаха: «Однажды мы плыли на корабле и увидели рыбу, которая высунула голову из воды. У него были рога, на которых было написано: „Я — одно из самых мерзких существ, обитающих в море“». Рабби Дими сообщает от имени рабби Йоханана: «Когда Левиафан голоден, он испускает из своей пасти жар, такой сильный, что все воды в глубине кипят, и если бы он опустил голову в Рай, ни одно живое существо не могло бы вынести его запаха. Его обитель — Средиземное море, и воды Иордана впадают в его пасть».
По мнению рабби Элиэзера, тело Левиафана, особенно его глаза, обладали большой осветительной силой. Элизер во время путешествия в компании с рабби Джошуа объяснил последнему, когда тот испугался внезапного появления яркого света, что он, вероятно, исходит из глаз Левиафана. Он сослался на слова из сефер Иов 41:18: «От глаз его сияет свет, и глаза его подобны векам утра». Однако, несмотря на свою сверхъестественную силу, Левиафан боится маленького червя под названием «кильбит», который цепляется за жабры крупных рыб и убивает их. В мидраше Пирке де рабби Элиэзер говорится, что рыба, проглотившая Иону, едва избежала того, чтобы её не съел Левиафан, который каждый день съедает одного кита. Мидраш Вайикра Рабба говорит, что Левиафан вступит с «диким быком» в бой, в котором погибнут оба.
Книга Зоар отмечает, что легенда о праведниках, поедающих Левиафана в конце дней, не является буквальной, а просто метафора «просветления». Зоар также указывает, что у Левиафана есть партнёр. Зоар связывает метафору Левиафана с цадиком или праведником и с бриахом — шестом в середине досок скинии.
Согласно Аврааму Ицхаку Куку, Левиафан — одинокое существо, не имеющее сородичей, и «хвост его помещен в рот» (Зоар), «извивается вокруг и охватывает весь мир» (Комментарий Раши на Баба Батра 74b), что представляет собой «яркую метафору единства, лежащего в основе вселенной». Это единство будет раскрыто только в будущем, когда праведники будут пировать Левиафаном.

### Христианство
В христианстве образ Левиафана использовался как образ дьявола, подвергающего опасности как Божьи создания, пытаясь их съесть, так и Божье творение, угрожая ему потрясениями в водах хаоса. Термин «Дракон» является обычным переводом для Левиафана в Септуагинте. Хотя в Ветхом Завете Левиафан нигде не отождествляется с дьяволом, Красный семиглавый дракон в Откровении таковым является. Тем самым битва между Богом и первобытными чудовищами хаоса переходит в битву между Богом и дьяволом. Лишь однажды, в Книге Иова, Левиафан переводится как морское чудовище (ketos).
В следующей главе Откровения семиглавый зверь, описанный с теми же чертами, что и дракон, поднимается из вод, наделяя себя силой земного зверя. Разделение зверей на чудовище воды и чудовище сухой земли, вероятно, напоминает о чудовищной паре Левиафана и Бегемота. По мнению Самуэля Гордона, образ Левиафана перешёл именно на Зверя из моря. Согласно христианскому толкованию Исайи 27:1, дракон будет убит Богом в последний день и низвергнут в бездну. Уничтожение чудовища хаоса приведет к новому миру, в котором не останется и следа зла.
Комментарий Иеронима на Псалом 103:26: «Это дракон, который был изгнан из рая, обольстил Еву, и в этом мире ему позволено издеваться над нами. Сколько монахов и священнослужителей он сбил с ног! „Все они смотрят на тебя, чтобы ты дал им пищу в свое время“, ибо все творения Божьи живут по Его повелению».
Фома Аквинский описал Левиафана как демона зависти, первым наказывающего соответствующих грешников. Питер Бинсфельд также классифицировал Левиафана как демона зависти, и как одного из семи князей ада, соответствующих семи смертным грехам. Левиафан стал ассоциироваться с визуальным мотивом Адской пасти — чудовищным животным, в пасть которого попадают проклятые на Страшном суде. Этот мотив встречается в англосаксонском искусстве примерно с 800 года, а затем и по всей Европе.
Пересмотренная стандартная версия Библии предполагает в сноске к Иову 41:1, что Левиафан может быть названием крокодила.

#### Гностицизм
Ориген обвинил одну гностическую секту в почитании библейского змея из Эдемского сада. Поэтому он называет их Офитами, по имени змея, которому они якобы поклонялись. В этой системе верований Левиафан предстает как Уроборос, отделяющий божественное царство от человечества, окутывая или пронизывая материальный мир. Неизвестно, действительно ли офиты отождествляли змея из Эдемского сада с Левиафаном. Однако, поскольку в этой гностической космологии Левиафан в основном изображается негативно, если они отождествляли его со змеем из Книги Бытия, то, вероятно, он действительно считался злым, и только его совет Еве был добрым.
Согласно космологии офитов, мир заключен в Левиафана, имеющего форму дракона-архонта, кусающего свой собственный хвост, то есть в виде уробороса. Порождая зло, присущее всей вселенной, Левиафан отделяет нижний мир, управляемый архонтами, от царства Бога. После смерти душа должна пройти через семь сфер небес. Если душе это не удается, её поглощает Левиафан, который держит в плену весь мир и возвращает душу в животное тело. В мандеизме Левиафан отожествляется с демоном по имени Ур.

### Манихейство
В манихействе, древней религии, сформировавшейся под влиянием гностических идей, Левиафана убивают сыновья падшего ангела Шамхазая. Этот поступок изображается не как героический, а как глупый, символизирующий величайшие победы как преходящие, поскольку оба сына убиваются архангелами по очереди после того, как похваляются своей победой. Это отражает манихейскую критику царской власти и пропагандирует аскетизм.

### Сатанизм
В сатанизме иногда присутствует образ Левиафана как демона алчности, склоняющего людей к грехам. В Сатанинской библии Антона Лавея Левиафану посвящён раздел «Книга Левиафана».

## Сравнительная мифология
Для ближневосточных религий было обычным включать хаоскампфа в космическую битву между морским чудовищем, представляющим силы хаоса, и богом-творцом или культурным героем, который силой наводит порядок. Вавилонский миф о сотворении мира Энума Элиш описывает победу Мардука над богиней-змеей Тиамат, тело которой было использовано для создания небес и земли. Битву Яхве и Левиафана также сравнивали с индоевропейскими мифами: Индра, убивающий Вритру; Тор, побеждающий Ёрмунганда; Зевс, побеждающий Тифона и Геракл, убивший Лернейскую Гидру.

## Палеонтология
При раскопках в Перу, в пустыне Ика, учёными были найдены останки древнего кашалота, который обитал в океанах предположительно около 12—13 млн лет назад. Размер черепа составлял 3 метра. Отталкиваясь от этого размера, можно оценить длину тела животного, приблизительно от 13,5 до 17,5 метров, зубы у него были до 36 сантиметров в длину и 12 сантиметров в ширину. Ему было дано имя «Левиафан», а точнее — Livyatan melvillei. Первая часть названия взята из Ветхого Завета, вторая же часть названия была приписана монстру в честь Германа Мелвилла — автора романа «Моби Дик» про гигантского кашалота.

## Культурное влияние
Слово «Левиафан» стало нарицательным для обозначения чего-то, поражающего своими размерами и силой. Слово входит в названия многих произведений культуры, в том числе — более десятка литературных произведений, самым известным из которых стал трактат «Левиафан, или Материя, форма и власть государства церковного и гражданского» английского философа Томаса Гоббса, посвящённое проблемам государства и регулирования отношений между людьми. Также появляется в английской поэме Джона Мильтона — «Потерянный рай». Река Эль-Литани, протекающая через долину Бекаа в Ливане, названа в честь Лотана, поскольку, по мнению Прайса, считалось, что река является его олицетворением, как божества.
В современном иврите библейский термин «ливъятан» означает кита.
Писатель Борис Акунин написал детектив «Левиафан» (1998, третья книга из серии «Приключения Эраста Фандорина»). В этом романе термин «Левиафан» используется как название судна. В 2014 году российский режиссёр Андрей Звягинцев снял социальную драму «Левиафан».

### На русском языке
Книги
- Гордон С. Ханаанейская Мифология // Мифологии Древнего Мира / под ред. и пер. В. А. Якобсона. — М.: Наука, 1977. — С. 199—233.
- Немировский А. И. Мифы и Легенды Древнего Востока. — Ростов-на-Дону: Феникс, 2000. — 544 с. — ISBN 5-222-01158-5.
- О Ба’лу. Угаритские поэтические повествования / Шифман И. Ш. (пер. с угарит., введ., коммент.). — М.: Восточная литература, 1999. — 536 с. — (Памятники письменности Востока). — ISBN 5-02-017805-5.
- Тураев Б. А. Отрывки… Филона Библского // Финикийская мифология / под ред. С. Довженко. — СПб.: Летний Сад, журнал «Нева», 1999. — С. 37—119. — ISBN 5-87516-125-6.
- Циркин Ю. Б. Введение // Финикийская мифология / под ред. С. Довженко. — СПб.: Летний Сад, журнал «Нева», 1999. — С. 5—36. — ISBN 5-87516-125-6.
- Циркин Ю. Б. Мифы и легенды народов мира. — М.: Литература, Мир книги, 2004. — Т. 12. Передняя Азия. — 416 с. — ISBN 5-8405-0649-4.
- Шифман И. Ш. Древняя Финикия — мифология и история // Финикийская мифология / под ред. С. Довженко. — СПб.: Летний Сад, журнал «Нева», 1999a. — С. 185—325. — ISBN 5-87516-125-6.

Статьи
- Бабкина С. В. Левиафан // Большая Российская Энциклопедия / под гл. ред. Ю. С. Осипова. — Большая российская энциклопедия (издательство), 2011. — Т. 17. Тунас — Ломонос. — ISBN 978-5-85270-350-7.

### На других языках
Книги
- Barker, William D. Isaiah's Kingship Polemic: An Exegetical Study in Isaiah 24–27 (англ.). — Tübingen: Mohr Siebeck, 2014. — 269 p. — ISBN 978-3-16-153347-1.
- Bauckham, Richard. The Theology of the Book of Revelation (англ.). — Cambridge University Press, 1993. — 185 p. — ISBN 9781107393080.
- Baumgarten Albert I. The Phoenician History of Philo of Byblos (англ.). — Leiden: E.J. Brill, 1981. — 284 p. — ISBN 90-04-06369-2.
- Benz, Brendon C. Yamm as the Personification of Chaos? A Linguistic and Literary Argument for a Case of Mistaken Identity // Creation and Chaos. A Reconsideration of Hermann Gunkel's Chaoskampf Hypothesis (англ.) / eds.  In Scurlock, JoAnn; Beal, Richard H. — Penn State University Press, 2013. — P. 127—145. — ISBN 9781575068657.
- Cirlot, Juan Eduardo. A Dictionary of Symbols (англ.). — 2nd ed. — Routledge & Kegan Paul, 1971. — 507 p. — ISBN 0-145-03649-6.
- DeConick, April; Shaw, Gregory; Turner, John D. Practicing Gnosis: Ritual, Magic, Theurgy and Liturgy in Nag Hammadi, Manichaean and Other Ancient Literature. Essays in Honor of Birger A. Pearson (англ.). — Brill, 2013. — 571 p. — ISBN 9789004248526.
- Finkel, Avraham Y. The Essence of the Holy Days: Insights from the Jewish Sages (англ.). — J. Aronson, 1993. — 267 p. — ISBN 0-87668-524-6.
- Giblett, Rod. Environmental Humanities and the Uncanny: Ecoculture, Literature and Religion (англ.). — Taylor & Francis, 2019. — 154 p. — ISBN 9780429578762.
- Gunkel, Hermann; Zimmern, Heinrich. Creation And Chaos in the Primeval Era And the Eschaton: A Religio-historical Study of Genesis 1 and Revelation 12 (англ.) / trans. K. William Whitney Jr. — Eerdmans, 2006. — 442 p. — ISBN 9780802828040.
- Heidel, Alexander. Enuma Elish, Tablet IV // The Babylonian Genesis (англ.). — second ed. — Chicago, London: The University of Chicago Press, 1963. — P. 41—42. — ISBN 0-226-32399-4.
- Jonas, Hans. The Gnostic Religion: The Message of the Alien God and the Beginnings of Christianity (англ.). — 3rd ed. — Beacon Press, 2001. — 359 p. — ISBN 9780807058015.
- Kuhrt, Amélie. The ancient Near East, c. 3000—330 BC (англ.). — Psychology Press, 1995. — Vol. 1. — 782 p. — ISBN 9780415167635.
- Kurt, Rudolph. Gnosis: The Nature and History of Gnosticism (англ.). — Bloomsbury Academic, 2001. — 412 p. — ISBN 9780567086402.
- Labriola, Albert C. The medieval view of Christian history in Paradise lost // Milton and the Middle Ages (англ.) / ed. Mulryan, John. — Bucknell University Press, 1982. — P. 115—152. — ISBN 978-0-8387-5036-0.
- Link, Luther. The Devil: A Mask Without a Face (англ.). — London: Reaktion Books, 1995. — 208 p. — ISBN 0-948462-67-1.
- Morrison, Chanan; Kook, Abraham Isaac. Sapphire from the Land of Israel: A new light on Weekly Torah Portion from the writings of Rabbi Abraham Isaac HaKohen Kook (англ.). — C. Morrison, 2013. — 386 p. — ISBN 978-1490909363.
- Price, Robert. Bart Ehrman Interpreted (англ.). — Durham, NC: Pitchstone Publishing, 2018. — 255 p. — ISBN 9781634311601.
- Rahmouni, Aicha. Divine epithets in the Ugaritic alphabetic texts (англ.) / translated by J. N. Ford. — Leiden, Boston: Brill, 2008. — 448 p. — ISBN 978-90-474-2300-3.
- Rasimus, Tuomas. Paradise Reconsidered in Gnostic Mythmaking: Rethinking Sethianism in Light of the Ophite Evidence (англ.). — Brill, 2009. — 400 p. — ISBN 9789047426707.
- Tardieu, Michel. Manichaeism (англ.). — University of Illinois Press, 2008. — 113 p. — ISBN 9780252032783.
- The Holy Bible. Revised standard version containing the Old and New Testaments. — New York: Thomas Nelson and Sons, 1959. — 1522 p.

Статьи
- Heider, George C. Tannîn // Dictionary of Deities and Demons in the Bible, 2nd ed. (англ.) / Toorn van der Karel, Becking Bob, Willem van der Pieter. — Tübingen: Mohr Siebeck, 1999. — P. 834—836. — ISBN 9780802824912.
- Herrmann, Wolfgang. Baal // Dictionary of Deities and Demons in the Bible, 2nd ed. (англ.) / Toorn van der Karel, Becking Bob, Willem van der Pieter. — Tübingen: Mohr Siebeck, 1999. — P. 132—139. — ISBN 9780802824912.
- Hofmann, Petra. Infernal Imagery in Anglo-Saxon Charters (Thesis) (англ.) // University of St Andrews : сайт  / supervisors Rauer, Christine; Johnson, Ian R. — 2008. — June.
- Landes, George M.; Einspahr, Bruce. Index to Brown, Driver and Briggs Hebrew Lexicon (англ.) // Journal of Biblical Literature : журнал. — 1978. — Vol. 97, no. 1. — P. 108. — ISSN 0021-9231. — doi:10.2307/3265844. — JSTOR 3265844.
- Lupaşcu, Silviu. In the ninth heaven - the gnostic background of the Romanian folklore tradition of the «heaven's custom houses» (англ.) // Southeastern Europe. L'Europe du Sud-Est : журнал. — 2013. — January. — P. 309—326. — ISSN 0094-4467. — doi:10.30965/18763332-03001010.
- Murphy, Kelly J. Leviathan to Lucifer: What Biblical Monsters (Still) Reveal (англ.) // Interpretation: A Journal of Bible & Theology : журнал. — 2020. — Vol. 74. — Iss. 2. — P. 146—158. — doi:10.1177/0020964319896308.
- Pfeiffer, Charles F. Lotan and Leviathan (англ.) // Evangelical Quarterly: An International Review of Bible and Theology : журнал. — 1960. — 5 August (vol. 32 (iss. 4). — P. 208—211. — ISSN 0014-3367.
- Streck, Maximilian. Ḳāf // The Encyclopaedia of Islām (англ.). — Brill, 1936. — Vol. IV. — P. 582—583. — ISBN 9004097902.
- Uehlinger С. Leviathan // Dictionary of Deities and Demons in the Bible, 2nd ed. (англ.) / Toorn van der Karel, Becking Bob, Willem van der Pieter. — Grand Rapids: Wm. B. Eerdmans Publishing, 1999. — P. 511—515. — ISBN 9780802824912.
- Wallace, Howard. Leviathan and the Beast in Revelation (англ.) // The Biblical Archaeologist : журнал. — 1948. — Vol. 11, no. 3. — P. 61—68. — doi:10.2307/3209231.